# ヤンセン ファーマ
ヤンセン ファーマ は、ベルギーに本部を置くジョンソン・エンド・ジョンソンの医療用医薬品部門。日本法人として「ヤンセンファーマ株式会社」を設立している。

## 概要

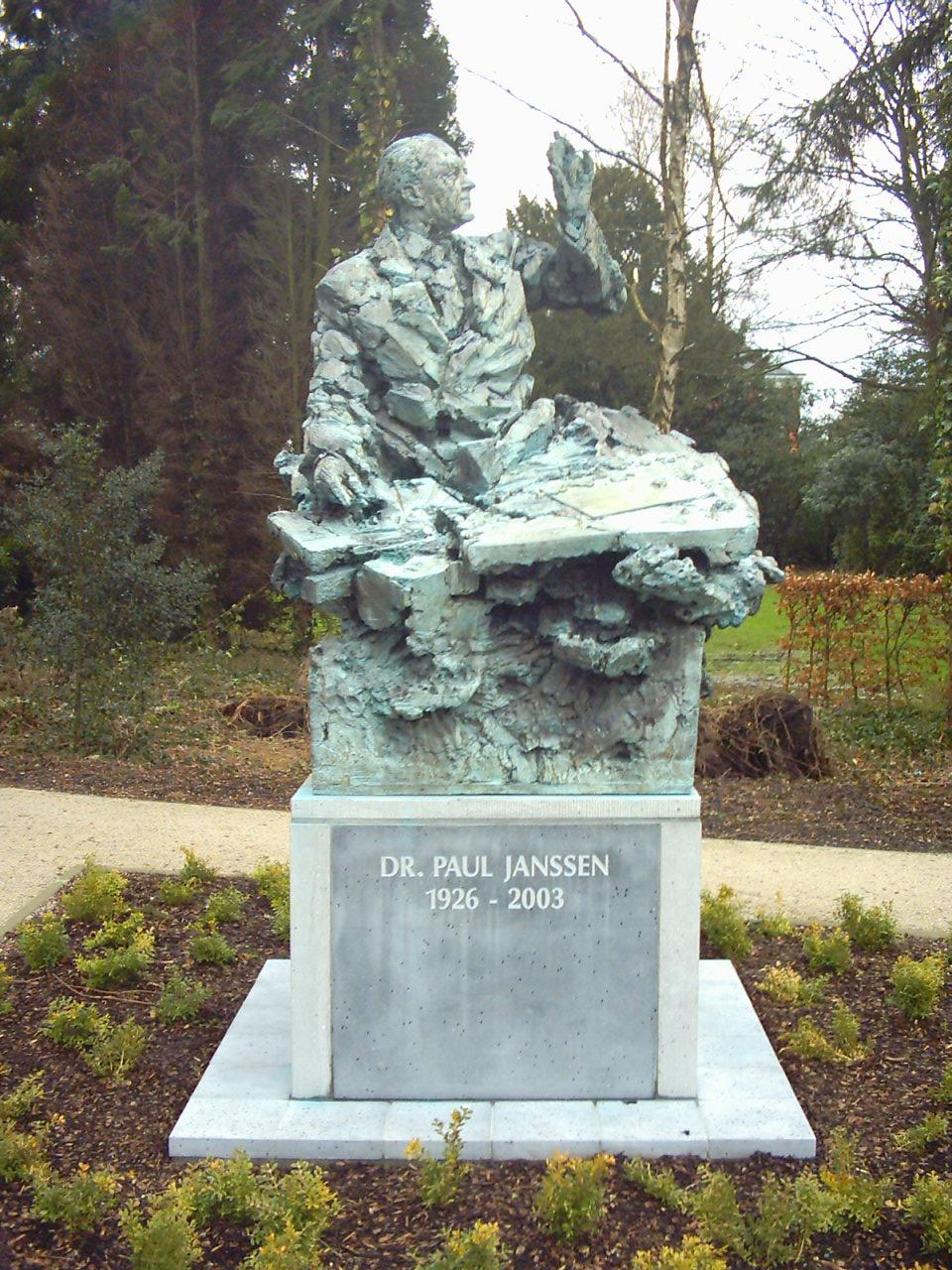
ポール・ヤンセン像。ヤンセン・ファーマの創業者であり、フェンタニルの開発者でもある。

同社の親会社・ヤンセンファーマシューティカ社は1953年、ベルギーのポール・ヤンセンが創業、1961年にジョンソン・エンド・ジョンソングループに入り、現在は世界50カ国以上の国で4万人以上の社員が働いている。「患者さんのニーズが十分に満たされていない疾患領域でリーディングカンパニーとなること」を事業戦略の一つの柱にしており、6つの治療領域神経科学、感染症、腫瘍（がん）、免疫疾患、心血管／代謝系疾患、肺高血圧症における新たな製品開発に重点を置いている。
現在の主力製品としては、抗精神病剤のリスパダールと経口抗真菌剤のイトリゾールがある。同社の日本での売上高は2008年には1000億円を突破し、2011年には続々と新製品を発売。将来的には日本における製薬会社の売上トップ10入りを目指す方針を打ち出している。ジョンソン・エンド・ジョンソンの世界における売上高は約619億ドル（2009年）。
中枢神経領域においては、バーチャルハルシネーションという、統合失調症の幻覚症状を疑似体験できる装置を独自に開発し、精神疾患に対する正しい理解が得られるよう啓蒙活動に力を入れている。
同社の前身が「ヤンセン協和株式会社」であることから、企業文化としては、「日本と欧米企業の良いところを併せ持った企業」というのを謳い文句としている。
同社は、親会社ジョンソン・エンド・ジョンソンの「我が信条（Our Credo）」を基本理念として共有している。これは「企業は顧客、社員、地域社会、株主に対して責任を持たなければならない」という経営哲学であり、グループの企業理念・倫理規定にしている。日本のジョンソン・エンド・ジョンソングループ本社ビルの1階にも大きく掲げられており、ビジネス書でも度々取り上げられている。

## 沿革
- 1978年4月 - 協和醱酵工業（現・協和発酵キリン→協和キリン）とジョンソン・エンド・ジョンソンの合弁会社としてヤンセン協和株式会社が日本で発足。
- 1993年8月 - 富士研究所開設。
- 1996年5月 - 富士工場開設。
- 2001年 - ジョンソン・エンド・ジョンソン100%出資へ移行。
- 2002年 - 1月、現在のヤンセンファーマ株式会社に社名変更。
- 2004年7月 - 本社を千代田区西神田へ移転。
- 2009年 - ドイツのヤンセン・シラグ社出身のトゥーン・オーヴェルステンズが社長就任。

## 主な製品
真菌
- イトリゾール：抗真菌薬／一般名-イトラコナゾール／カプセル50mg、内用液1%、注射1%
- ニゾラール：外用抗真菌薬／一般名-ケトコナゾール／クリーム、ローション

中枢神経
- インヴェガ：抗精神病薬（統合失調症）／一般名-パリペリドン／徐放剤
- リスパダール：抗精神病薬（統合失調症）／一般名-リスペリドン／錠、細粒、内用液、OD錠
- リスパダール・コンスタ：持効性抗精神病薬（統合失調症）／一般名-リスペリドン／筋注
- ネオペリドール：持効性抗精神病薬（統合失調症）／一般名-ハロペリドールデカン
- コンサータ：小児用AD/HD治療薬／一般名-塩酸メチルフェニデート
- トレドミン：セロトニン・ノルアドレナリン再取り込み阻害薬

疼痛
- デュロテップMTパッチ：経皮吸収型 持続性疼痛治療薬／一般名-フェンタニル
- ワンデュロパッチ：経皮吸収型 持続性癌疼痛治療薬／一般名-フェンタニル
- アルチバ：全身麻酔用鎮痛薬
- フェンタニル注射剤ヤンセン：全身麻酔、局所麻酔
- トラムセット配合錠：慢性疼痛・抜歯後疼痛治療薬／一般名-トラマドール塩酸塩・アセトアミノフェン配合錠

免疫
- シンポニー
- ステラーラ
- トレムフィア

感染症
- ブリジスタ、プリジスタナイーブ、インテレンス：抗HIV薬

がん
- ロイスタチン：抗悪性腫瘍剤（ヘアリーセル白血病、低悪性度またはろ胞性B細胞性非ホジキンリンパ腫、マントル細胞リンパ腫)
- ベルケイド：抗悪性腫瘍剤（多発性骨髄腫）
- ドキシル：抗悪性腫瘍剤（卵巣癌、エイズ関連カポジ肉腫）
- イムブルビカ:抗悪性腫瘍剤 (リンパ性白血病、マントル細胞リンパ腫)

その他
- ロペミン：止瀉剤
- メベンダゾール：駆虫剤

## グループ企業
- ジョンソン・エンド・ジョンソン株式会社
- オーソ・クリニカル・ダイアグノスティックス株式会社